# Operacija Orchard
Operacija Orchard je naziv za Izraelski zračni napad na metu u Deir ez-Zor regiji na istoku Sirije obavljen odmah nakon ponoći (mjesno vrijeme) 6. rujna 2007. Bijela kuća i CIA su kasnije objavile da su američke tajne službe imale naznake da je lokacija bila nuklearno postrojenje, makar je Sirija to opovrgnula i zanijekala. Prethodni testovi koje je obavila Međunarodna agencija za atomsku energiju (IAEA) nisu otkrili nikakve tragove koji bi poduprli tvrdnje SAD-a i Izraela, ali je završna procjena opravdala daljnju istragu. Tvrdnje su iznesene o „značajnim tragovima uranija“ na toj lokaciji, ali je Sirija osporila te nalaze. IAEA je otkrila moguće dokaze o procesuiranju uranija na toj lokaciji, ali su dokazi bili manjkavi tako da je istraga još u tijeku.
Prema izvještajima, zračni napad je izvelo Izraelsko ratno zrakoplovstvo (IAF) uz pomoć zrakoplova F-15E Strike Eagle, F-16I Sufa, i ELINT letjelica za nadzor; otprilike 8 letjelica je sudjelovalo u operaciji a barem četiri su prešle u sirijski zračni prostor. Borbeni zrakoplovi su bili opremljeni s AGM-65 Maverick zemlja-zrak projektilima, 250 kg bombi i vanjskim spremnikom za gorivo.  Prema jednom izvještaju, skupina elitnih izraelskih Shaldag posebnih postrojbi pojavila se na lokaciji dan prije napada kako bi mogli označiti metu s laserskim snopovima, dok su prema drugim izvorima IDF-ove posebne postrojbe Sayeret Matkal sudjelovale u akciji.

## Aktivnosti prije napada
Prema američkom dužnosniku koji je objavio vijest na ABC News, u ljeto 2007. Izrael je otkrio moguće nuklearno postrojenje u Siriji, i da je Mossad potom uspio steknuti povjerenje radnika postrojenja ili ubaciti špijuna među zaposlenike u tu lokaciju, koji je potom nabavio slike mete s tla.
Prema The Sunday Times, izraelski tajni agenti su izvršili upad na postrojenje prije napada i prenijeli nuklearni materijal u Izrael. Prema anonimnim izvorima, jednom kada je materijal testiran te se potvrdilo da je stigao iz Sjeverne Koreje, SAD je dao Izraelu odobrenje za napad. Neue Zürcher Zeitung javlja da su u kolovozu 2007. dva helikoptera prevezla 12 Izraelca na lokaciju kako bi dobili fotografske dokaze i uzorke tla. Neki američki dužnosnici su pak zanijekali da su odobrili napad, ali su bili informirani unaprijed. 
Prema Washington Postu, „neimenovani američki stručnjak“ za Bliski istok je izjavio da se tri dana prije napada pojavio brod koji je prenosio materijal iz Sjeverne Koreje etiketiran kao cement te je stigao do sirijske luke Tartus. Nakon napada, Sjeverna koreja je javno osudila upad.
Neki su izvori naveli da je iranski general Ali Reza Asgari, koji je nestao u veljači, opskrbio Zapadne tajne službe s informacijama o postrojenju.
Američki vojni izvori pretpostavljaju da je Izrael upotrijebio tehnologiju sličnu američkom Suter sustavu kako bi mogli proći u Siriju bez da ih se uoči na radaru. Time im je omogućeno hraniti neprijateljske radare s lažnim metama te čak manipulirati neprijateljske senzore.

## Meta
CNN je prvi objavio da je zračni napad ciljao na oružja "za Hezbollah militante" te da je napad "ostavio veliku rupu u pustinji". Tjedan dana kasnije. The Washington Post je objavio da je Izrael izvršio zračni napad na nuklearno postrojenje u Siriji koje je sposobno „proizvoditi nekonvencionalna oružja“'.
Sirijski potpredsjenik Faruk al-Šara je 30. rujna objavio da je izraelska meta bila arapski centar za školovanje o suhim područjima i pustinjskim zemljama, ali je sam centar to odmah opovrgnuo. Idući dan, sirijski predsjednik Bašar al-Asad je opisao metu bombardiranja kao „nedovršen i prazan vojni kompleks koji je još uvijek bio pod izgradnjom“.
14. listopada 2007. The New York Times je citirao američke i izraelske vojne izvore prema kojima je meta bila nuklearno postrojenje pod izgradnjom sa zaposlenicima iz Sjeverne Koreje od kojih je nekolicina poginula u napadu. 2. prosinca The Sunday Times je citirao Uzija Evena koji je izjavio da vjeruje da je postrojenje sagrađeno kako bi se obradio plutonij i sagradilo nuklearno oružje.
19. ožujka 2009. Hans Ruehle, bivši suradnik njemačkog Ministarstva obrane, napisao je za Neue Zürcher Zeitung da je Iran financirao sirijski nuklearni reaktor, ali nije naveo odakle mu ta informacija. Također je dodao da je to prema analizama bio „čisti model sjevernokorejskog reaktora“ te da je „Izrael procijenio da je Iran platio između 1 i 2 milijarde $ Sjevernoj Koreji za projekt“.

## Izraelski izvještaji
Izrael isprva nije komentirao incident, iako je premijer Ehud Olmert izjavio da „Sigurnosne službe i obrambene snage Izraela demonstriraju neobičnu hrabrost. Mi naravno ne možemo uvijek javnosti pokazati naše karte." Prva javna potvrda izraelskog službenika stigla je 19. rujna kada je vođa oporbe Benjamin Netanyahu rekao da podupire operaciju te je čestitao premijeru Olmertu. Prema jednoj anketi, Olmertov rejting odobravanja u javnosti skočio je s 25 % na 35 % nakon napada.
2. listopada 2007. IDF je potvrdio da se napad dogodio, nakon što je Haaretz zatražio ukidanje cenzure oko incidenta.
Amir Oren, izraelski novinar Haaretza je izjavio: "možemo sa sigurnošću reći da iza uspješne kampanje u mraku leži ogroman neuspjeh", naime neuspjeh provociranja Assada u vojni odgovor. „Tko god je računao na to da će to rezultirati njegovom vojnom odmazdom, bio je u krivu".
28. listopada 2007., premijer Ehud Olmert je rekao izraelskom kabinetu da se ispričao turskom premijeru Recepu Erdoganu ako je Izrael povrijedio turski zračni prostor. U izjavi objavljenoj za novinare nakon sastanka, rekao je: „U mojem razgovoru s turskim premijerom, rekao sam mu da ako su izraelski avioni doista povrijedili turski zračni prostor, da nije bilo namjerno, niti nam je namjera bila potkopati turski suverenitet kojeg poštujemo."

## Poveznice
- Operacija Opera

## Vanjske poveznice
- Globalsecurity.org Napad 6.9.2007.
- SAD je usporio izraelski napad na Siriju
- Izvor o izraelskom napadu na Siriju
- Video napada na YouTube
- Video izvještaj CIA na YouTube